# Mezobromelia
Mezobromelia L.B.Sm é um género botânico pertencente à família Bromeliaceae, subfamília Tillandsioideae.
É um gênero raro e nativo da Colômbia, Equador e Peru.
São plantas epífitas encontradas em bosques úmidos com altitudes a partir de 2000 a 3000 m. Grande parte cresce de 2 a 3 m de altura, exceto a menor delas, Mezobromelia bicolor, que cresce 50 cm.
O nome do gênero foi dado em honra ao botânico alemão Carl Christian Mez (1866-1944)

## Espécies
- Mezobromelia bicolor L.B.Smith
- Mezobromelia brownii H.Luther
- Mezobromelia capituligera (Grisebach) J.R.Grant
- Mezobromelia fulgens L.B.Smith
- Mezobromelia hospitalis (L.B.Smith) J.R.Grant
- Mezobromelia hutchisonii (L.B.Smith) W.Weber & L.B.Smith
- Mezobromelia lyman-smithii Rauh & Barthlott
- Mezobromelia magdalenae (L.B.Smith) J.R.Grant
- Mezobromelia pleiosticha (Grisebach) J.Utley & H.Luther

## Literatura
- V. Padilla "Bromeliads" (1977), pp. 78 Crown Publishers, Inc ISBN 0-517-500450